# Sterling Price
Sterling "Old Pap" Price (20. september 1809 – 29. september 1867) var inden den amerikanske borgerkrig politiker fra Missouri og under borgerkrigen generalmajor i Sydstaternes hær. Han førte en hær tilbage til Missouri på en mislykket ekspedition for at tilbageerobre staten til Konføderationen. Efter krigen tog han sine resterende tropper til Mexico frem for at overgive sig til Unionens hær. 

## Tidlige liv og karriere
Price blev født i nærheden af Farmville i Virginia. Han læste jura på Hampden-Sydney College, og arbejdede i retsbygningen nær sit hjem. Han blev optaget i advokatsamfundet og etablerede en advokatpraksis. I efteråret 1831 flyttede han og hans familie til Fayette i Missouri. Et år senere flyttede han til Keytesville, Missouri, hvor han drev et hotel og en butik. Den 14. maj 1833 giftede han sig med Martha Head fra Randolph County, Missouri. De fik syv børn, hvoraf de fem nåede at blive voksne.
Under Mormon krigen i 1838 var Price medlem af delegationen fra Chariton County, Missouri som blev sendt af sted for at undersøge forlydender om uroligheder mellem mormoner og anti-mormonske bander, som opererede i den vestlige del af staten. Hans rapport var til fordel for mormonerne og udtalte at de efter hans mening var uskyldige i de anklager som blev rejst mod dem af deres fjender. Efter at mormonerne havde overgivet sig i 1838 blev Price af Missouris guvernør Lilburn Boggs beordret til Caldwell County med et kompagni mænd for at beskytte mormonerne fra yderligere plyndringer efter deres nederlag.
Price blev valgt til Missouris Repræsentantenternes Hus i 1840, hvor han sad i fire år. Han blev valgt som formand. Derefter blev han valgt for Demokraterne til USAs Kongres i Washington D.C., hvor han sad fra 4. marts 1845 til 12. august 1846, hvor han trådte tilbage for at kunne deltage  i den Mexicansk-amerikanske krig.

## Mexicansk-amerikanske krig
Price opstillede det 2. frivillige kavaleriregiment fra Missouri og blev udpeget til dets oberst den 12. august 1846. He marcherede sit regiment til Santa Fe, hvor han overtog kommandoen over territoriet New Mexico efter at General Kearney var taget af sted til Californien. Price gjorde tjeneste som militærguvernør i New Mexico, hvor han stoppede revolten i Taos, et oprør blandt indianere og mexicanere i januar 1847. Præsident James K. Polk forfremmede Price til brigadegeneral i den frivillige hær den 20. juli 1847. 
Price havde kommandoen over den Vestlige hær i Slaget ved Santa Cruz de Rosales, Chihuahua, den 6. marts 1848. Slaget blev udkæmpet fordi Price fik en falsk melding om en mexicansk indtrængning i New Mexico. Det er værd at bemærke i dag, fordi det var det sidste slag i krigen, og foregik efter at Traktaten ved Guadalupe Hidalgo var blevet ratificeret af De Forenede Staters Kongres den 10. marts.
Efter krigen blev Price hjemsendt fra hæren den 25. november 1848, og vendte tilbage til Missouri. Han købte en farm og gav sig i gang med at drive landbrug på Bowling Green prærien. Han blev slaveejer og dyrkede tobak. Altid populæ blev han let valgt som guvernør og beklædte posten fra 1853 til 1857. Som guvernør var han en ledende kraft bag udbygningen af jernbanen i staten og efter at hans embedsperiode var slut blev han State Bank Commissioner fra 1857 til 1861. Price blev valgt til presiding officer of the Missouri State Convention den 28. februar 1861, som stemte imod udtræden af Unionen. 

## Borgerkrigen
Price var oprindelig imod at Missouri skulle udtræde af Unionen, men da Francis P. Blair, Jr. og brigadegeneral Nathaniel Lyon besatte militsens lejr Camp Jackson ved St. Louis blev Price rasende. Han blev udpeget af guvernør Claiborne Jackson til at lede den nye Missouri State Guard i maj 1861. Han førte sine unge rekrutter (som kærligt gav ham øgenavnet "Old Pap") i en kampagne som skulle bringe Missouri ind i Konføderationen. 
Price blev senere udnævnt til generalmajor i Sydstaternes hær, og hans Missouri State Guard blev lagt sammen med Vesthæren. Blandt hans slag under Borgerkrigen kan nævnes:  Slaget ved Wilson's Creek, Missouri,  Slaget ved Lexington I, Missouri, Slaget ved Pea Ridge, Arkansas, Slaget ved Corinth II, Mississippi, Slaget ved Helena, Arkansas, Slaget ved Lexington II, Missouri, Battle of Carthage, Missouri, Slaget ved Prairie D'Ane, Arkansas, Slaget ved Pilot Knob, Missouri, Slaget ved Westport, Missouri og Slaget ved Mine Creek, Kansas. Selv om han troede på Sydstaternes sag, så han kun militære operationer i forhold til at befri Missouri. De fleste af hans senere slag blev udkæmpet mod overvældende modstand og endte i nederlag.  
Han havde kommandoen over Army of Missouri i Price's Missouri Raid i 1864, hvor han førte sin hær af tidligere Missouri State Guardsmen fra Arkansas og over Missouri. Den første større træfning indtraf ved Pilot Knob hvor han uden held forsøgte at erobre fort Davidson, og forårsagede en unødvendig nedslagtning af mange af sine mænd. Fra Pilot Knob drejede han mod vest, væk fra St. Louis og mod Kansas City, Missouri. Lige syd for byen blev kan klemt inde mellem to adskilte Unionshære og tvunget i kamp. Price kæmpede ved Westport (som nu er en del af Kansas City), men det forløb ikke til hans fordel og han blev tvunget til at trække sig tilbage til Kansas. Price blev igen tvunget til at kæmpe og led endnu et nederlag ved Mine Creek. Hans anslagne og nedbrudte hær måtte trække sig tilbage til Texas. 

## Efter krigen
I stedet for at overgive sig ved krigens slutning førte han resterne af sin hær ind i Mexico hvor han uden held søgte tjeneste hos kejser Maximilian af Habsburg.
Price ledede en koloni af konfødererede i eksil i Carlota, Veracruz. Da kolonien viste sig at være en fiasko vendte han tilbage til Missouri, forarmet og med dårligt helbred. Han døde i St. Louis, Missouri i 1867 i en alder af 58, og blev begravet på Bellefontaine Cemetery.

## I erindringen
- Sterling Price Camp #145, Sons of Confederate Veterans, i St. Louis er opkaldt efter ham.
- Under borgerkrigen blev en dampbåd der var bygget i Cincinnati, Ohio, i 1856 som Laurent Millaudon indsat i konføderationens tjeneste og omdømt til CSS General Sterling Price. Hun blev sænket under Slaget ved Memphis, hævet, repareret og gjorde tjeneste i Unionens flåde under navnet USS General Price selv om den fortsat blev omtalt som "General Sterling Price" i Unionens depecher.
- Der er en statue af Price i Keytesville, Missouri, og et Sterling Price Museum. Den lille bypark hvor den står er opkaldt efter ham og byens kapitel af SCV Post #1743 er hvert år vært for the Sterling Price Days (festival og parade).
- Et andet monument over Price står i Springfield National Cemetery (Springfield, Missouri). Indviet den 10. august 1901, er bronzefiguren til ære for soldater fra Missouri og  General Price. Den blev bestilt af United Confederate Veterans fra Missouri.